# Snov
Snov (russisk: Снов; ukrainsk: Снов) er en flod der løber i Brjansk oblast i Rusland og Tjernihiv oblast i Ukraine, og er en biflod fra højre til Desna-floden (Dnepr's bassin).
Floden er 253 km lang, og har et afvandingsområde på 8.700 km2. Snov fryser til mellem november, og slutningen af januar og forbliver islagt indtil marts - begyndelsen af april. En del af floden danner landegrænsen mellem Rusland og Ukraine. Byen Tjernihiv ligger ved floden.
Ifølge Ruthenske krøniker var der i 1068 et slag ved Snov-floden mellem hertugen af Tjernihiv Sviatoslav Yaroslavich og Kumaner ledet af deres hertug Sharukan. 